# Cerastium saccardoanum
Cerastium saccardoanum là loài thực vật có hoa thuộc họ Cẩm chướng. Loài này được Diratz. mô tả khoa học đầu tiên năm 1912.